# Cinque Nazioni 1966
Il Cinque Nazioni 1966 (in inglese 1966 Five Nations Championship; in francese Tournoi des Cinq Nations 1966; in gallese Pencampwriaeth y Pum Gwlad 1966) fu la 37ª edizione del torneo annuale di rugby a 15 tra le squadre nazionali di Francia, Galles, Inghilterra, Irlanda e Scozia, nonché la 72ª in assoluto considerando anche le edizioni dell'Home Nations Championship.
Campione fu, bissando il successo dell'anno prima, di nuovo il Galles, che difese il titolo battendo nell'ultima gara la Francia in quello che a posteriori si rivelò essere l'incontro decisivo, avendolo affrontato con un punto di ritardo nei confronti dei Bleus: i Dragoni solo nel finale riuscirono a superare di misura gli avversari vincendo 9-8, sorpassandoli in classifica e portando nel proprio palmarès la loro ventitreesima affermazione.
Cucchiaio di legno, altresì, per l'Inghilterra, sconfitta dalla Scozia che, oltre ad aggiudicarsi la Calcutta Cup, relegò i vicini di sotto il Vallo all'ultimo posto in classifica.
Il valore delle marcature, come stabilito dall’IRFB nel 1948, era: 3 punti per ciascuna meta (5 se trasformata), 3 punti per la realizzazione di ciascun calcio piazzato, mark o drop.

## Nazionali partecipanti e sedi
| Squadra     | Città     | Impianto interno      |
| ----------- | --------- | --------------------- |
| Francia     | Colombes  | Stadio Yves du Manoir |
| Galles      | Cardiff   | Arms Park             |
| Inghilterra | Londra    | Twickenham            |
| Irlanda     | Dublino   | Lansdowne Road        |
| Scozia      | Edimburgo | Murrayfield           |

## Risultati
| Arbitro: | R.W. Gilliland |

|            |      |          |
| Perry      | mt   | Pask     |
|            | tr   | T. Price |
| Rutherford | c.p. | T. Price |

| Arbitro: | Dai Hughes |

|       |      |        |
| Whyte | mt   |        |
|       | c.p. | Lacaze |

| Arbitro: | Peter Brook |

|             |      |         |
| Darrouy (2) | mt   |         |
| Lacaze      | tr   |         |
| Lacaze      | c.p. | Gibson  |
|             | drop | Kiernan |

| Arbitro: | Mike Titcomb |

|              |      |           |
| K. Jones (2) | mt   |           |
| Bradshaw     | tr   |           |
|              | c.p. | S. Wilson |

| Arbitro: | Bernard Marie |

|              |      |         |
| D. Greenwood | mt   | McGrath |
| Rutherford   | c.p. | Kiernan |

| Arbitro: | Gwynne Walters |

|                               |    |  |
| A. Boniface Gachassin Gruarin | mt |  |
| Lacaze (2)                    | tr |  |

| Arbitro: | Dai Hughes |

|         |      |                       |
|         | mt   | Grant Hinshelwood (2) |
|         | tr   | S. Wilson             |
| Kiernan | c.p. |                       |

| Arbitro: | Bob Burrell |

|           |      |          |
| Bresnihan | mt   | Prothero |
| Gibson    | c.p. | Bradshaw |
| Gibson    | drop |          |

| Arbitro: | Kevin Kelleher |

|         |      |           |
| Whyte   | mt   |           |
| Blaikie | c.p. |           |
|         | drop | McFadyean |

| Arbitro: | Kevin Kelleher |

|              |      |               |
| Watkins      | mt   | Duprat Rupert |
|              | tr   | Lacaze        |
| Bradshaw (2) | c.p. |               |

## Classifica
| Pos | Squadra     | G | V | N | P | PF | PS | DP  | Pt |
| --- | ----------- | - | - | - | - | -- | -- | --- | -- |
| 1   | Galles      | 4 | 3 | 0 | 1 | 34 | 26 | +8  | 6  |
| 2   | Francia     | 4 | 2 | 1 | 1 | 35 | 18 | +17 | 5  |
| 3   | Scozia      | 4 | 2 | 1 | 1 | 23 | 17 | +6  | 5  |
| 4   | Irlanda     | 4 | 1 | 1 | 2 | 24 | 34 | −10 | 3  |
| 5   | Inghilterra | 4 | 0 | 1 | 3 | 15 | 36 | −21 | 1  |